# Tom Chatterton
Pour les articles homonymes, voir Chatterton.

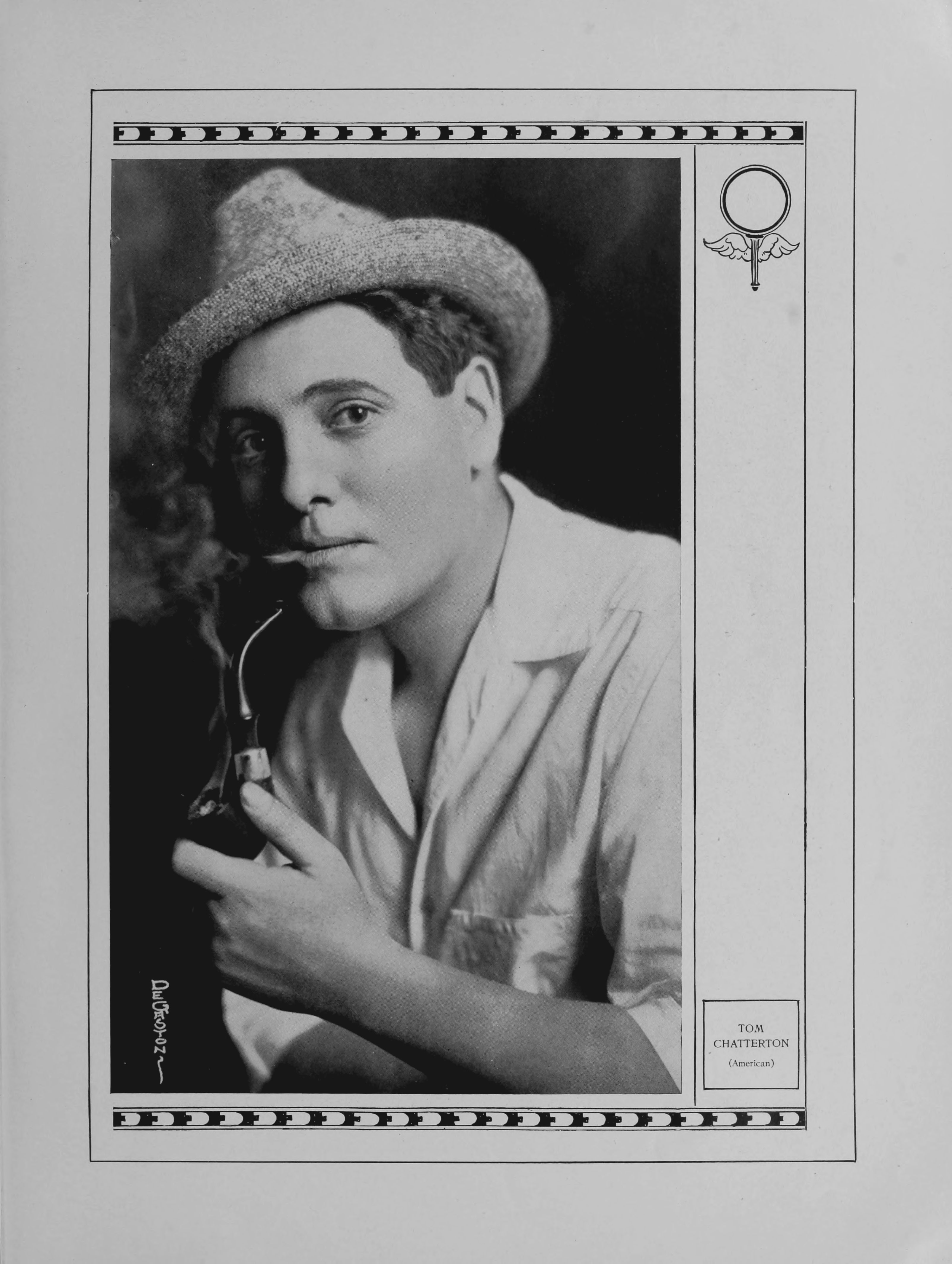
Tom chatterton en 1916.

Tom Chatterton est un acteur, réalisateur et scénariste américain né le 12 février 1881 à Geneva, État de New York (États-Unis), et décédé le 17 août 1952 à Hollywood (États-Unis).

## Filmographie

### Comme acteur
- 1913 : Days of '49
- 1913 : Silent Heroes
- 1913 : Venetian Romance
- 1913 : The Heart of Kathleen
- 1913 : The Open Door
- 1914 : True Irish Hearts
- 1914 : The Primitive Call
- 1914 : Heart of a Woman
- 1914 : A Barrier Royal
- 1914 : The Trap
- 1914 : Thieves
- 1914 : A Kentucky Romance
- 1914 : Shorty Escapes Marriage : Tom Crowne
- 1914 : The Substitute
- 1914 : Tennessee
- 1914 : In the Southern Hills
- 1914 : The Voice at the Telephone : Dick Carson
- 1914 : His Hour of Manhood : Jim Dawson
- 1914 : Jim Cameron's Wife
- 1914 : Stacked Cards
- 1914 : A Tragedy of the North Woods
- 1914 : The Game Keeper's Daughter
- 1914 : The Worth of a Life : John Emerson
- 1914 : The Mills of the Gods
- 1915 : A Modern Noble : Ludwig von Hoffmann
- 1915 : The Secret of the Dead
- 1915 : Satan McAllister's Heir : Bob Ellis
- 1915 : On the Night Stage
- 1915 : The Valley of Hate
- 1915 : The Operator at Big Sandy
- 1915 : The Secret of the Submarine : Lt. Jarvis Hope
- 1915 : The Pathway from the Past
- 1915 : When the Tide Came In
- 1915 : Over Secret Wires
- 1915 : Liquid Dynamite
- 1915 : The Power of Fascination
- 1915 : Father and the Boys
- 1916 : A Soul Enslaved : Richard Newton
- 1916 : According to St. John
- 1916 : When the Light Came
- 1916 : Double Crossed
- 1916 : The Quagmire
- 1916 : The Ranger of Lonesome Gulch
- 1916 : Two Bits
- 1916 : The Sailor's Smiling Spirit
- 1916 : Triumph of Truth
- 1916 : Bluff : Harold Wainwright
- 1917 : Beloved Rogues
- 1917 : Whither Thou Goest : Tom Van Wye
- 1920 : Would You Forgive? : John Cleveland
- 1920 : At the Mercy of Tiberius : Lennox Dunbar
- 1920 : The Gilded Dream : Jasper Halroyd
- 1920 : Her Husband's Friend : Princeton Hadley
- 1936 : Boss Rider of Gun Creek : Sheriff Blaine
- 1937 : Sandflow : Sheriff
- 1937 : Venus Makes Trouble : Kenneth Rowland
- 1937 : You Can't Beat Love (en) de Christy Cabanne : Mr. Raymond
- 1937 : A Fight to the Finish : Mayberry
- 1937 : L'Or et la femme (The Toast of New York) : Fisk broker
- 1937 : It Happened in Hollywood (en) de Harry Lachman : Bank Manager
- 1937 : Sudden Bill Dorn : Morgan
- 1938 : Crépuscule (Under Western Stars) de Joseph Kane : Congressman Edward H. Marlowe
- 1938 : This Marriage Business (en) de Christy Cabanne : Mr. Grant
- 1938 : Sky Giant : Mr. Johnson
- 1938 : Hold That Co-ed : Political adviser
- 1938 : The Declaration of Independence : Richard Henry Lee
- 1938 : Hawk of the Wilderness : Dr, Munro
- 1938 : Kentucky : Bit Role
- 1939 : Arizona Legion (en) de David Howard : Commissioner Teagle
- 1939 : Terreur à l'ouest (The Oklahoma Kid) : Homesteader
- 1939 : Trouble in Sundown (en) de David Howard : Prosecuting Atty. Brown
- 1939 : La Grande farandole (The Story of Vernon and Irene Castle) : Announcer at Benefit
- 1939 : Les Conquérants (Dodge City) : Passenger
- 1939 : The Man Who Dared de Crane Wilbur : Police Commissioner
- 1939 : Ranch House Romeo : Swindler
- 1939 : Man of Conquest : Official
- 1939 : The Bill of Rights
- 1939 : Thunder Afloat : Lieutenant
- 1939 : The Monroe Doctrine de Crane Wilbur : John Randolph
- 1939 : Rovin' Tumbleweeds de George Sherman : Speaker of the House
- 1939 : Laugh It Off (en) : Politicia
- 1939 : The Big Guy (en) d'Arthur Lubin : Doctor
- 1939 : Old Hickory : Colonel Ed Livingston
- 1940 : Abraham Lincoln (Abe Lincoln in Illinois)
- 1940 : Flash Gordon Conquers the Universe : Prof. Arden
- 1940 : Drums of Fu Manchu (en) : Prof. Edward Randolph
- 1940 : Covered Wagon Days : Major J.A. Norton
- 1940 : Hot Steel de Christy Cabanne : Detective
- 1940 : Black Diamonds : Dr. Lukas
- 1940 : Son of Roaring Dan : Stuart Manning
- 1940 : The Trail Blazers : Major Kelton
- 1940 : Pony Post : Major Goodwin
- 1941 : Desert Bandit de George Sherman : Texas Ranger Captain Banning
- 1941 : Outlaws of Cherokee Trail : Captain Sheldon
- 1941 : Franc jeu (Honky Tonk) : Townsman
- 1942 : Les Naufrageurs des mers du Sud (Reap the Wild Wind) de Cecil B. DeMille : Parson
- 1942 : Raiders of the Range : 'Doc' Higgins
- 1942 : Overland Mail (en) de Ford Beebe et John Rawlins : Tom Gilbert
- 1943 : Adventures of the Flying Cadets : Railroad Conductor [Ch. 2]
- 1943 : Santa Fe Scouts : Neil Morgan
- 1943 : Drums of Fu Manchu : Prof. Edward Randolph
- 1944 : Captain America : J.C. Henley [Chs. 6-8]
- 1944 : Lucky Cowboy : Bit Role
- 1944 : Rosie the Riveter : Official
- 1944 : Tucson Raiders : Judge James Wayne
- 1944 : Man from Frisco : Doctor
- 1944 : Marshal of Reno (en) de Wallace Grissell : The Judge
- 1944 : Cheyenne Wildcat : Jason Hopkins
- 1944 : Code of the Prairie de Spencer Bennet : Bat Matson
- 1944 : An American Romance de King Vidor : Board of Directors Member
- 1944 : Zorro's Black Whip : Crescent City Councilman
- 1945 : I'll Remember April : Board Member
- 1945 : The Phantom Speaks : Prison Chaplain
- 1945 : The Lone Texas Ranger : Sheriff 'Iron Mike' Haines
- 1945 : Love, Honor and Goodbye : Bit
- 1945 : Marshal of Laredo : Rev. Parker
- 1945 : Colorado Pioneers : Father Marion
- 1945 : Lawless Empire (en) : Editor Sam Enders
- 1945 : Wagon Wheels Westward : The real Mayor Worth [1]
- 1946 : Gay Blades (en) : Babson
- 1946 : Sheriff of Redwood Valley : Doc Ellis
- 1946 : Alias Billy the Kid : Banker Ed Pearson
- 1946 : Home on the Range : Grizzly Garth
- 1946 : Without Reservations : Pullman conductor
- 1946 : Conquest of Cheyenne : Rancher Jones
- 1946 : Heading West (it) de Ray Nazarro : Doctor Wyatt
- 1946 : Le Médaillon (The Locket) : Art Critic
- 1946 : La vie est belle (It's a Wonderful Life)
- 1946 : Stagecoach to Denver : 'Doc' Kimball
- 1946 : Californie terre promise (California) : Joe, Chauffeur
- 1947 : Une vie perdue (Smash-Up: The Story of a Woman) : Edwards, Ken's Butler
- 1947 : The Trouble with Women (en) : Mr. Krock
- 1947 : Chansons dans le vent (Something in the Wind) : Bronston the Butler
- 1947 : Jesse James Rides Again : Sheriff Mark Tobin [Ch. 13]
- 1947 : The Fabulous Texan (en)
- 1948 : Le Secret derrière la porte (Secret Beyond the Door...) : Judge
- 1948 : Heart of Virginia : Dr. Purdy
- 1948 : Carson City Raiders (en) : John Davis
- 1948 : Marshal of Amarillo (en) Philip Ford : James Underwood
- 1948 : The Denver Kid : Doctor
- 1948 : Outlaw Brand (en) : Tom Chadwick
- 1949 : Family Honeymoon : Stewart
- 1949 : Highway 13 : J.E. Norris
- 1949 : Gun Law Justice (en) : Bill Thorp
- 1949 : Prince of the Plains (en) de Philip Ford : Bat's father
- 1949 : The Life of Riley (en) d'Irving Brecher (en)
- 1949 : The Wyoming Bandit : Doctor

### Comme réalisateur
- 1914 : The Primitive Call
- 1914 : His Hour of Manhood
- 1914 : Jim Cameron's Wife
- 1914 : Shorty and the Fortune Teller
- 1915 : The Wells of Paradise
- 1915 : Tricked
- 1915 : The Valley of Hate
- 1915 : The Kite
- 1915 : The Operator at Big Sandy
- 1915 : The Play of the Season
- 1915 : When the Tide Came In
- 1915 : Over Secret Wires
- 1915 : The Lighthouse Keeper's Son
- 1915 : The Cactus Blossom
- 1916 : According to St. John
- 1916 : When the Light Came
- 1916 : Double Crossed
- 1916 : The Quagmire
- 1916 : Two Bits